# Rhynchosia pyramidalis

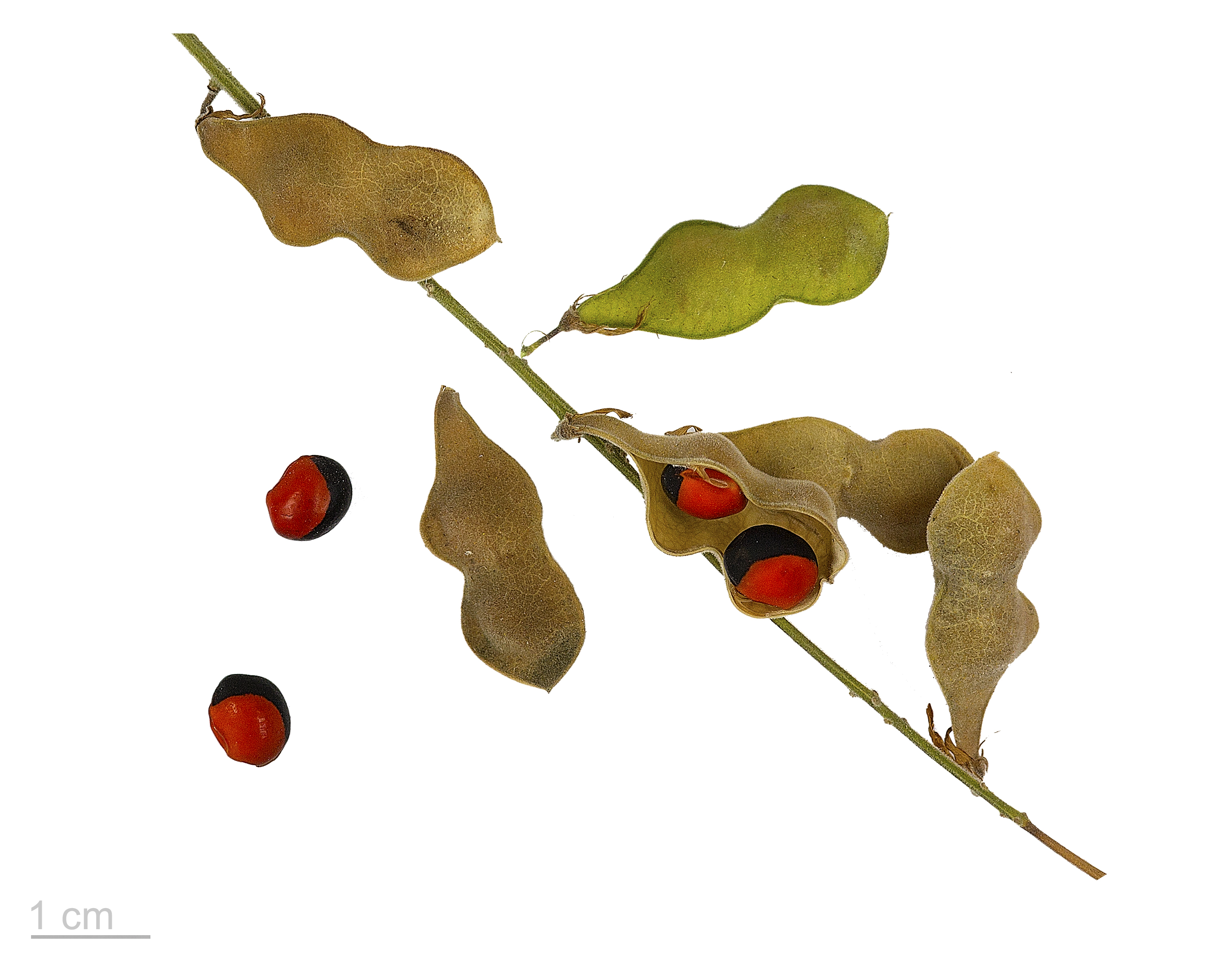
Rhynchosia pyramidalis, Früchte

Die Krebsaugenbohne (Rhynchosia pyramidalis) ist eine Pflanzenart aus der Gattung Rhynchosia innerhalb der Unterfamilie der Schmetterlingsblütler (Faboideae). Sie kommt in Mittelamerika sowie auf Karibischen Inseln vor und wird dort Pega-Palo, Bejuco Culebra, Bejuco de Paloma, Bejuco Pegapalo, Bejuco Pegapelo, Coralito, Frijol Casampulga, Fruta de Pitillo, Guatabe, Huevas de Casampulga, John Crow Bead, Ojitos de Picho, Ojo de Cangrejo, Peron, as, Pimande, Pimande, Pimangu, Pimangu oder Tasanpulga genannt.

## Beschreibung

### Erscheinungsbild und Blatt
Bei der Krebsaugenbohne handelt es sich um eine teils verholzende Kletterpflanze, die mit bis über 5 Meter langen, samtig-flaumig behaarten Sprossachsen lianenartig meist über Sträucher wächst.
Die wechselständigen Laubblätter sind in Blattstiel und -spreite gegliedert. Der kräftige Blattstiel ist 1 bis 5 cm lang. Die Blattspreite ist unpaarig gefiedert mit drei Fiederblättchen. Die ganzrandigen, eiförmigen bis rhombischen, kurz gestielten (das Endblättchen länger) und spitzen bis zugespitzten Blättchen sind bei einer Breite von meist 3 bis 7 cm, selten nur 1,5 bis 2 cm eiförmig sowie bis etwa 10 cm lang. Die Blättchenober- und -unterseite ist grün und samtig-flaumig behaart bis kahl. Die Unterseite ist teils drüsig. Es sind Nebenblätter vorhanden.

### Blütenstand und Blüte
In Mittelamerika reicht die Blütezeit meist von April bis September, manchmal auch außerhalb dieser Zeit. Die kurz gestielten Schmetterlingsblüten stehen in seitenständigen, 10 bis 30 cm langen, manchmal auch kürzeren, traubigen Blütenständen zusammen. Die früh vergänglichen Tragblätter sind bei einer Länge von 2 bis 3 mm eiförmig-lanzettlich. Die kurzen Blütenstiele sind 2 bis 3 mm lang.
Die zwittrigen Blüten sind zygomorph und fünfzählig mit doppelter Blütenhülle. Die flaumig behaarten Kelchblätter sind auf einer Länge von 1,5 bis 2 mm glockenförmig verwachsen. Die unteren Kelchzähne sind bei einer Länge 4 bis 5 mm linealisch-pfriemlich und die oberen sind halb solang wie die unteren. Die hellgelben mit braun gestreiften Kronblätter stehen in der typischen Form der Schmetterlingsblüten zusammen, die bei dieser Art 7 bis 9 mm lang sind. Die flaumig behaarte Fahne ist auf der Rückseite drüsig punktiert. Das grüne Schiffchen ist sichelförmig nach oben gebogen und endet stumpf. Die zwei Flügel sind schmal. Das einzige Fruchtblatt enthält nur zwei Samenanlagen. Der schlanke Griffel ist kahl.

### Frucht und Samen
Die kleine, bei einer Länge von 2 bis 2,5 cm und einer Breite von 0,8 bis 1,8 cm längliche, flaumig behaarte Hülsenfrucht enthält nur selten ein oder meist zwei Samen und ist zwischen den Samen verengt; sie öffnet sich bei Reife. Die bei einem Durchmesser 5 bis 6 mm fast kugeligen Samen sind glänzend schwarz und um das Hilum herum leuchtend rot; die Farbbereiche können einen unterschiedlichen Anteil aufweisen.

### Chromosomenzahl
Die Chromosomenzahl beträgt 2n = 24.

## Nutzung
Die Krebsaugenbohne wird traditionell als „Verjüngungsmittel“ und Aphrodisiakum verwendet. Sie wirkt darüber hinaus halluzinogen und ist giftig. Don Juan Ponce de León gilt als erster europäischer Verwender dieser pflanzlichen Substanz. Als ethnobotanische Verwendung für Rhynchosia pyramidalis werden Aphrodisiakum, Narkotikum und Gift angegeben. Vor der Verwendung wird gewarnt.

## Verbreitung und Gefährdung
Die Krebsaugenbohne kommt ursprünglich vom östlichen Mexiko (Sonora-Wüste und südliches Baja California) über Belize, Guatemala, El Salvador, Honduras bis Panama und auf den Großen Antillen Kuba, Hispaniola sowie Jamaika vor.
Rhynchosia pyramidalis wurde 2012 in der Roten Liste gefährdeter Arten der IUCN „Least Concern“ = „nicht gefährdet“, da sich viele Bestände in geschützten Gebieten befinden.

## Taxonomie
Die Erstveröffentlichung erfolgte 1786 unter dem Namen (Basionym) Dolichos pyramidalis durch Jean-Baptiste de Lamarck in Encyclopédie Méthodique, Botanique, Band 2, Teil 1, S. 296–297. Die Neukombination zum heute akzeptierten Namen Rhynchosia pyramidalis (Lam.) Urb. wurde 1918 durch Ignaz Urban in Repertorium Specierum Novarum Regni Vegetabilis, Band 15, S. 318 veröffentlicht. Weitere Synonyme für Rhynchosia pyramidalis (Lam.) Urb. sind: Dolicholus phaseoloides (Sw.) Kuntze, Dolicholus phaseoloides (Sw.) Rusby, Glycine phaseoloides Sw., Rhynchosia phaseoloides (Sw.) DC., Rhynchosia phaseoloides var. precatoria Griseb., Rhynchosia precatoria (Humb. & Bonpl. ex Willd.) DC.